# Tarasovium orientale
Tarasovium orientale is een rankpootkreeftensoort uit de familie van de Scalpellidae. De wetenschappelijke naam van de soort is voor het eerst geldig gepubliceerd in 1983 door Ren.